# Comuna Piscu, Galați
Piscu este o comună în județul Galați, Moldova, România, formată din satele Piscu (reședința) și Vameș. Conform recensămîntului din 2011, comuna Piscu are o populație de 4746 de locuitori.

## Istorie
Așezare străveche de agricultori și pescari, comuna Piscu din județul Galați este atestată documentar din anul 1445 când domnitorul Ștefan cel Mare i-a dăruit lui Clanau Spătarul jumătate din sat cu jumătate de moară, cealaltă jumătate fiind data lui Eremia Postelnicul. În secolul al XVI-lea este ridicată la rangul de târg, datorită așezării pe marele drum de comerț al Moldovei. 
În memoria lui Ștefan cel Mare, în anul 1945, la aniversarea a 500 de ani de existența, comună ia numele domnitorului . Astfel, ziua de 2 iulie devine Ziua Comunei, zi de cinstire a marelui voievod, patron spiritual și ocrotitor.  

## Demografie
Componența etnică a comunei Piscu
     Români (92,27%)
     Alte etnii (0,05%)
     Necunoscută (7,68%)
Componența confesională a comunei Piscu
     Ortodocși (91,13%)
     Alte religii (0,85%)
     Necunoscută (8,02%)
Conform recensământului efectuat în 2021, populația comunei Piscu se ridică la 4.127 de locuitori, în scădere față de recensământul anterior din 2011, când fuseseră înregistrați 4.746 de locuitori. Majoritatea locuitorilor sunt români (92,27%), iar pentru 7,68% nu se cunoaște apartenența etnică. Din punct de vedere confesional, majoritatea locuitorilor sunt ortodocși (91,13%), iar pentru 8,02% nu se cunoaște apartenența confesională.

## Politică și administrație
Comuna Piscu este administrată de un primar și un consiliu local compus din 13 consilieri. Primarul, Ștefan Vlad[*], de la Partidul Social Democrat, este în funcție din 2008. Începând cu alegerile locale din 2024, consiliul local are următoarea componență pe partide politice:
|  | Partid                          | Consilieri | Componența Consiliului | Componența Consiliului | Componența Consiliului | Componența Consiliului | Componența Consiliului | Componența Consiliului | Componența Consiliului | Componența Consiliului |
|  | ------------------------------- | ---------- | ---------------------- | ---------------------- | ---------------------- | ---------------------- | ---------------------- | ---------------------- | ---------------------- | ---------------------- |
|  | Partidul Social Democrat        | 8          |                        |                        |                        |                        |                        |                        |                        |                        |
|  | Partidul PRO România            | 2          |                        |                        |                        |                        |                        |                        |                        |                        |
|  | Uniunea Salvați România         | 1          |                        |                        |                        |                        |                        |                        |                        |                        |
|  | Partidul Național Liberal       | 1          |                        |                        |                        |                        |                        |                        |                        |                        |
|  | Alianța pentru Unirea Românilor | 1          |                        |                        |                        |                        |                        |                        |                        |                        |

## Educație

### Unități de învățământ
- Școala nr 1 "Dimitrie Luchian"

Amplasată în centrul civic al comunei, alături de Primărie și Postul de Poliție, școală are astfel nu numai o locație avantajoasă ci și colaboratori permanenți prin primarul comunei, Vlad Ștefan, viceprimarul Până Dumitrache și domnului Anghel Mihai - șeful postului de poliție. 
Unitatea școlară are un efectiv de aprox 260 de elevi din care 110 la învățământul primar și 150 la învățământul gimnazial grupat în 13 clase. Cursurile se desfășoară în două clădiri cu săli de clasă amenajate pe specialități, cabinet de informatică dotat cu mijloace de comunicare moderne, laborator de biologie, bibliotecă. 
Unitatea dispune de rețea internet care oferă deopotrivă elevilor și cadrelor didactice surse de informare și comunicare rapide și eficiente. Echipă de cadre didactice este tânără că medie a vârstei dar deschisă la cerințele comunității locale școlare și la nevoile societății civile. 
- Școala nr 2 "Stefan cel Mare"

Școală a fost înființată în anul 1956 prin contribuia voluntară a locuitorilor comunei. Despre acest eveniment doamna profesoară Tudorache Constanța ne povestește: "Era o atmosferă încinsă și fiecare făcea ce putea, că la o claca în mediul rural, când se construiește o casă. Bărbații transportau cele necesare, făceau lutul cu paie apoi cu pleavă, tâmplarii lucrau la scheletul clădirii, copiii aduceau cu brațele lut iar femeile lipeau."
În vară anului 1956 școală a fost data în folosință și timp de 7 ani a funcționat că școală cu clase I-IV. Începând cu anul 1963 s-a înființat prima clasă de gimnaziu. Din anul 2002 elevii școlii învață într-un local nou construit printr-un program finanțat de Bancă Mondială. 
Școală sărbătorește în fiecare an pe 2 iulie ziua școlii, ziua patronului spiritual al școlii, "Ștefan cel Mare", dar și al comunei. 

## Sport

### Fotbal
Echipa locală se numește AS Siretul Piscu și evoluează în prezent în Liga a V-a Galați. Lotul echipei este format în cea mai mare parte din jucatori din comuna Piscu. În sezonul 2016-17 echipa a evoluat în Liga a IV-a Galați și a ocupat locul 11.
Palmares
Liga a IV-a Galați
- Locul 9: 2005-2006
- Locul 11: 2016-2017

Liga a V-a Galați
- Locul 1 (2): 2013-2014, 2014-2015

## Monumente și clădiri istorice
- Bustul domnitorului Ștefan cel Mare.
- Biserica ortodoxă "Adormirea Maicii Domnului" (1885)

## Personalități ale comunei
- Nicu Vlad  (n. 1963), halterofil român
- Marcel Călin (n. 1979), poet român